# Черна Нива
Че́рна Ни́ва (болг. Черна нива) — село в Кирджалійській області Болгарії. Входить до складу общини Черноочене.

## Населення
За даними перепису населення 2011 року у селі проживала 131 особа, з них 130 осіб (99,2%) — турки.
Розподіл населення за віком у 2011 році:
Динаміка населення: